# Low Church
No cristianismo anglicano, o termo "Low Church" se refere aos anglicanos que dão relativamente pouca ênfase aos rituais, sacramentos e às vezes à autoridade do clero. O termo é usado com mais frequência em um contexto litúrgico. "Igreja baixa", em um contexto anglicano contemporâneo, denota uma ênfase protestante, e igreja alta denota uma ênfase no ritual, geralmente como anglo-catolicismo.
O termo foi inicialmente destinado a ser pejorativo. Durante a série de desafios doutrinários e eclesiásticos à igreja estabelecida no século XVII, comentaristas e outros que favoreciam a teologia, o culto e a estrutura hierárquica do anglicanismo (como o episcopado) como a verdadeira forma do cristianismo começaram a se referir a estas perspectivas (e as práticas relacionadas) como "igreja alta". Por outro lado, no início do século XVIII, aqueles teólogos e políticos que buscavam mais reformas na igreja inglesa e uma maior liberalização da estrutura da igreja eram chamados de "igreja baixa".

## Uso histórico
O termo igreja baixa foi usado no início do século XVIII como o equivalente ao termo latitudinariano, pois era usado para se referir a valores que proporcionavam muita latitude em questões de disciplina e fé. O termo estava em contradição com o termo igreja alta, ou High Church, que se aplicava àqueles que valorizavam a autoridade exclusiva da Igreja Estabelecida, o episcopado e o sistema sacramental.
Clérigos low church queriam tolerar as opiniões puritanas dentro da Igreja da Inglaterra, embora eles não estivessem de acordo com as práticas litúrgicas puritanas. O movimento para trazer os separatistas, e em particular os presbiterianos, de volta à Igreja da Inglaterra terminou com o Ato de Tolerância de 1689, na maior parte. Embora Low Church continue sendo usado pelos clérigos que têm uma visão mais liberal dos dissidentes, o termo acabou caindo em desuso.
Ambos os termos foram revividos no século XIX, quando o movimento Movimento de Oxford colocou em moda o termo "High Church". Os termos foram novamente usados em um sentido modificado, agora usado para se referir àqueles que exaltaram a ideia da Igreja como uma entidade católica como o corpo de Cristo, e o sistema sacramental como o meio de graça divinamente dado. Um clérigo low church tornou-se o equivalente a um anglicano evangélico, a designação do movimento associado ao nome de Charles Simeon, que considerava de primeira importância a necessidade de conversão pessoal.

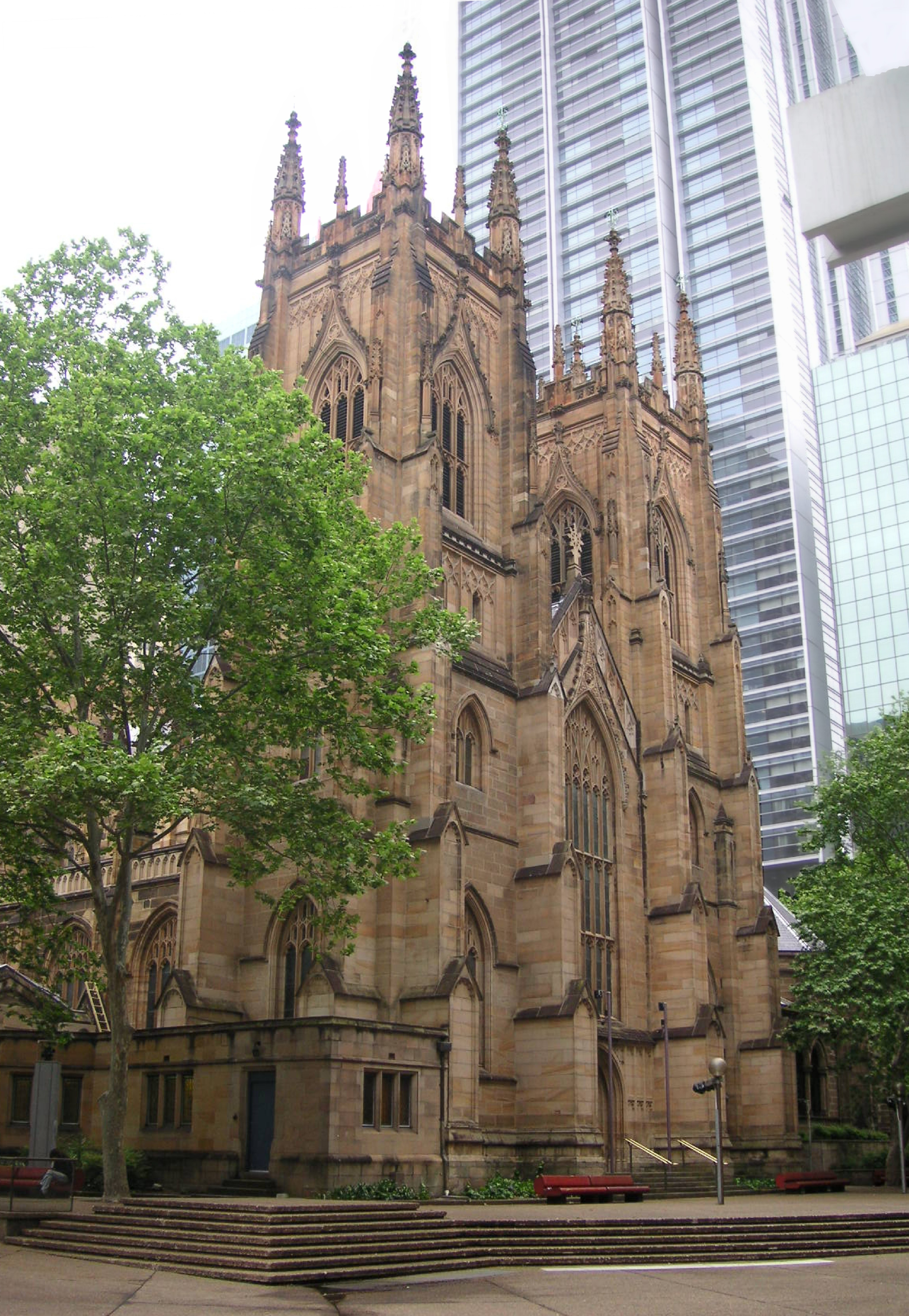
A Diocese Anglicana de Sydney é conhecida por ser uma diocese low church.

Ao mesmo tempo, Latitudinarian mudou para igreja ampla (Em inglês Broad Church), ou clérigos amplos, designando aqueles que mais valorizavam os ensinamentos éticos da Igreja e minimizavam o valor da ortodoxia. O reavivamento da liturgia católica por muitos clérigos high church os levou a serem chamados de ritualistas em um sentido pejorativo. Contudo, os termos alto clérigo e ritualista têm sido frequentemente tratados erroneamente como intercambiáveis. O high church do tipo católico é ainda mais diferenciado do uso anterior do que às vezes é descrito como o "tipo alto e seco" do período anterior ao Movimento de Oxford.

## Uso moderno
No uso contemporâneo, "igrejas baixas" colocam mais ênfase na natureza protestante do anglicanismo do que igrejas amplas ou altas e geralmente são evangélicas em suas crenças e práticas. Eles podem tender a favorecer os serviços do Livro de Oração Comum da Manhã e da Tarde em detrimento da Eucaristia, embora a Diocese de Sydney tenha abandonado amplamente o Livro de Oração e utilize serviços evangélicos de forma livre. Algumas igrejas baixas contemporâneas também incorporam elementos do cristianismo carismático.
Os anglicanos mais tradicionais da igreja baixa, sob a influência do pensamento calvinista ou reformado herdado da era da Reforma Protestante, rejeitam a doutrina de que os sacramentos conferem graça ex opere operato (por exemplo, regeneração batismal) e enfatizam a Bíblia como a fonte última de autoridade em questões de fé necessárias para a salvação. Eles estão, em geral, preparados para cooperar com outros protestantes em termos quase iguais. Alguns anglicanos da Igreja Reformada do Partido Reformado se consideram os únicos fiéis adeptos do anglicanismo histórico e enfatizam os Trinta e nove artigos da Igreja da Inglaterra como uma declaração doutrinária oficial da tradição anglicana. 

## Relações ecumênicas

### Igrejas unidas com protestantes na Ásia
Várias províncias da Comunhão Anglicana na Ásia se fundiram com as igrejas protestantes. A Igreja do Sul da Índia surgiu de uma fusão da província do sul da Igreja da Índia, Paquistão, Birmânia e Ceilão (Anglicana), a Igreja Metodista do Sul da Índia e a Igreja Unida do Sul da Índia (Congregacionalista), Reformada e presbiteriana em 1947. Nos anos 90, um pequeno número de igrejas batistas e pentecostais também se uniu.
Em 1970, a Igreja da Índia, Paquistão, Birmânia e Ceilão, a Igreja Unida do Norte da Índia, as Igrejas Batista do Norte da Índia, a Igreja dos Irmãos na Índia, a Igreja [Metodista] (britânicos e Austrália Conferências) e as denominações Discípulos de Cristo se fundiram para formar a Igreja do Norte da Índia. Também em 1970, os anglicanos, presbiterianos (Igreja da Escócia), Metodistas Unidos e luteranos de igrejas no Paquistão se fundiram na Igreja do Paquistão. A Igreja de Bangladesh é o resultado de uma fusão de igrejas anglicanas e presbiterianas.

### Bretanha e Irlanda
Na década de 1960, a Igreja Metodista da Grã-Bretanha fez propostas ecumênicas à Igreja da Inglaterra, visando a unidade da igreja. Eles falharam formalmente quando foram rejeitados pelo Sínodo Geral da Igreja da Inglaterra em 1972. Em 1981, um projeto de convênio foi proposto entre a Igreja da Inglaterra, a Igreja Metodista na Grã-Bretanha, a Igreja Reformada Unida e a Igreja da Morávia.
Em 1982, a Igreja Reformada Unida votou a favor da aliança, o que significaria remodelar seus anciãos e moderadores como bispos e incorporar seu ministério à sucessão apostólica. A Igreja da Inglaterra rejeitou a aliança. Conversas e cooperação continuaram levando em 2003 à assinatura de um pacto entre a Igreja da Inglaterra e a Igreja Metodista da Grã-Bretanha. A partir da década de 1970, a Igreja Metodista esteve envolvida em vários "Projetos Ecumênicos Locais" (LEPs) com denominações vizinhas, geralmente com a Igreja da Inglaterra, os batistas ou com a Igreja Reformada Unida, que envolvia o compartilhamento de igrejas, escolas e alguns casos ministros.
Na Igreja da Inglaterra, os anglo-católicos frequentemente se opõem à união com os protestantes, o que pode reduzir a esperança de união com a Igreja Católica Romana. Aceitar mulheres como ministras também dificultaria a união com a Sé de Roma.
Nos anos 90 e início dos anos 2000, a Igreja Episcopal Escocesa (Anglicana), a Igreja da Escócia (Presbiteriana), a Igreja Metodista da Grã-Bretanha e a Igreja Reformada Unida fizeram parte da " Iniciativa Escocesa de Igrejas para a União" (SCIFU) por procurar maior unidade. A tentativa foi interrompida após a retirada da Igreja da Escócia em 2003.
Em 2002, a Igreja da Irlanda, que geralmente está no extremo inferior do espectro do anglicanismo mundial, assinou um pacto por maior cooperação e potencial unidade final com a Igreja Metodista na Irlanda.

## Igreja da Inglaterra
Paróquias notáveis
- All Saints Church, Peckham
- Igreja de Todos os Santos, Ecclesall, Sheffield
- All Souls Church, Langham Place
- Busbridge Church, Surrey
- Igreja Hambledon, Surrey
- Holy Trinity Brompton
- Igreja da Santíssima Trindade, Cambridge
- Igreja Paroquial de Jesmond
- Igreja de St Ebbe, Oxford
- Bishopsgate de Santa Helena
- Igreja de São Mateus, Millbrook
- Igreja de São Marcos, Kennington
- St Martin na Praça de Touros, Birmingham
- Igreja de Santa Maria, Islington
- Igreja de São Nicolau, Durham
- St Nicolas Church, Newbury

### Organizações notáveis
- Curso Alfa
- Mainstream Anglicano
- Cristianismo Explorado
- Exército da Igreja
- Sociedade da Igreja
- Crosslinks
- Reforma anglicana

### Faculdades notáveis da Bíblia e faculdades teológicas
- Oak Hill Theological College, Southgate, Londres
- Ridley Hall, Cambridge
- St John's College, Durham
- St John's College, Nottingham
- Trinity College, Bristol
- Wycliffe Hall, Oxford
- Moore College (Sydney)
- Ridley College (Melbourne)

## Igrejas e dioceses notáveis
- Diocese Anglicana de Sydney
- Diocese Anglicana da Tasmânia
- Diocese Anglicana do Noroeste da Austrália
- Diocese Anglicana de Armidale
- Igreja Episcopal Anglicana
- Igreja Ortodoxa Anglicana e a anteriormente Igreja Episcopal Protestante Tradicional
- Igreja Livre da Inglaterra
- Igreja da Irlanda
- Igreja da Inglaterra
- Igreja Anglicana Reformada do Brasil
- Igrejas Anglicanas Extra-provinciais
- Igreja da Inglaterra na África do Sul
- Igreja do Sul da Índia
- Igreja do Norte da Índia
- Diocese dos Grandes Lagos
- Diocese das Carolinas
- Igreja Episcopal Reformada
- Igreja Anglicana Reformada (EUA)